# 부쉐론

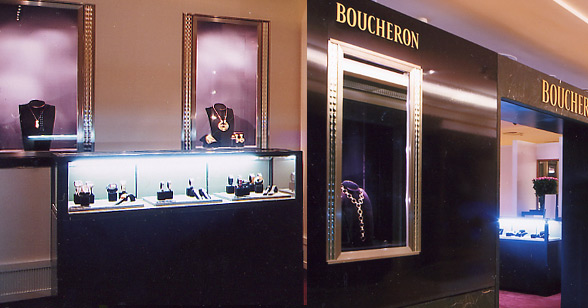
일반적인 부쉐론 부티크

부쉐론(Boucheron)은 파리 방돔 광장 26번지에 위치한 프랑스의 고급 주얼리 및 시계 브랜드로, 케링 그룹 소유이다. 엘렌 풀리-뒤케느는 2015년부터 CEO를, 클레어 슈안은 2011년부터 크리에이티브 디렉터를 맡고 있다.

## 제품
부쉐론은 시계와 주얼리를 제조하며, 향수 브랜드 라이선스를 보유하고 있다. 시계 및 주얼리 제작 부문은 150년 이상 이어져 왔다. 최초의 향수 "부쉐론"은 1988년에 출시되었으며, 22종 이상의 남성 및 여성 향수가 출시되었다. 2011년부터 부쉐론 향수는 인터퍼퓸(Interparfums)의 라이선스 하에 개발, 생산 및 유통되고 있다.

## 부쉐론 국제 다이아몬드 감정
부쉐론은 다이아몬드의 가치를 결정하는 분류 시스템을 개발했으며, 이는 다이아몬드의 국제 통화를 기준으로 개발되었다. 부쉐론의 감정 방식은 B.I.R.D.(부쉐론 국제 다이아몬드 감정)라는 이름으로 등록되었다. 이 독창적인 분류 시스템은 다이아몬드 품질 평가에 기반하며, 두 가지 기준, 즉 투명도와 색상에 대한 종합적인 분석을 기반으로 한다. "투명도"와 "색상"이라는 두 변수가 교차하는 지점은 다이아몬드 품질에 대한 90/100에서 99/100 사이의 감정 점수를 부여한다. 부쉐론의 기준에 따르면 100/100은 해당 다이아몬드가 최고의 완벽함을 갖추고 있음을 나타낸다.

## 베르투 휴대폰
부쉐론은 휴대폰 브랜드 베르투와의 합작 투자를 통해 세계 최초의 금과 보석으로 제작된 하이 주얼리 한정판 휴대폰을 선보였다. 이 협업은 부쉐론의 하이 주얼리 "매혹적인 부쉐론(Enchanting Boucheron)" 기념 컬렉션에서 영감을 받은 7가지 버전의 베르투 휴대폰으로 150주년을 기념하는 새로운 컬렉션으로 이어졌다. 코브라 모델은 로즈 골드 소재에 루비와 페어컷 다이아몬드, 에메랄드 눈을 세팅하여 8피스만 제작되었다. 로즈 골드 케이스에 다채로운 사파이어, 다이아몬드, 그리고 두 개의 사파이어가 세팅된 뱀 모티프의 파이썬 모델은 부쉐론의 주소인 방돔 광장 26번지를 기념하여 26피스로 출시된다.

## 소매
부쉐론은 파리, 칸, 생트로페, 모나코, 베이루트, 런던, 샌프란시스코, 도쿄, 사이타마, 요코하마, 후쿠오카, 교토, 오사카, 히로시마, 오카야마, 나고야, 타이베이, 서울, 상하이, 홍콩, 쿠알라룸푸르, 두바이, 바쿠, 모스크바, 토론토, 알마티, 쿠웨이트 등 전 세계 34개 매장을 운영하고 있다. 또한, 부쉐론은 100개의 공식 리테일러에서도 판매된다.